# Pinar de Chamartín (métro de Madrid)
Pinar de Chamartín (en espagnol : Estación de Pinar de Chamartín) est la station terminus nord de la ligne 1 et la ligne 4 du métro de Madrid, et également une station de correspondance, terminus sud de la ligne 1 du métro léger de Madrid. Elle est située sous l'intersection des rues Arturo Soria et Dalia, dans le quartier de Costillares, district Ciudad Lineal, à Madrid, en Espagne.
Elle est mise en service en avril 2007, pour les lignes 1 et 4 du métro, et en mai 2007 pour la ligne ML1 du métro léger.

## Situation sur le réseau

Plan du réseau.

Établie en souterrain, Pinar de Chamartín est la station terminus nord de la ligne 1 et la ligne 4 du métro de Madrid. Elle dispose d'une seule station avec au même niveau les deux voies de la ligne 1 et les deux voies de la ligne 4. Elle dispose d'un quai central, utilisé pour les départs, encadré par une voies de chacune des lignes puis deux voies également de chacune des lignes desservants chacune un quai latéral, spécifique aux arrivées : sur la ligne 1, Pinar de Chamartín est située avant la station Bambú, en direction du terminus sud-est Valdecarros ; et sur la ligne 4, Pinar de Chamartín est située avant la station Manoteras, en direction du terminus sud-ouest Argüelles.
C'est également une station terminus-sud souterraine de la ligne ML1 du métro léger de Madrid « traversant le haut vestibule » de la station du métro. Elle est située avant la station Fuente de la Mora, en direction du terminus nord Las Tablas.

## Histoire
La station Pinar de Chamartín est mise en service le 11 avril 2007, lors de l'ouverture à l'exploitation : du prolongement de la ligne 1 depuis Plaza de Castilla ; et de celui de la ligne 4 depuis Parque de Santa María,. 
Elle devient une station de correspondance le 24 mai 2007, lors de l'ouverture à l'exploitation de la station de  la ligne ML1 du métro léger de Madrid,.

## Services aux voyageurs

### Accès et accueil
L'accès à la station s'effectue par un édicule entièrement vitré, situé au 330, rue Arturo Soria, il est équipé d'escaliers et d'escaliers mécaniques, auquel d'ajoute un accès direct par ascenseur pour l'accessibilité des personnes à la mobilité réduite. Située en zone tarifaire A, elle est ouverte, tous les jours, de 6h00 à 1h30.

Installation
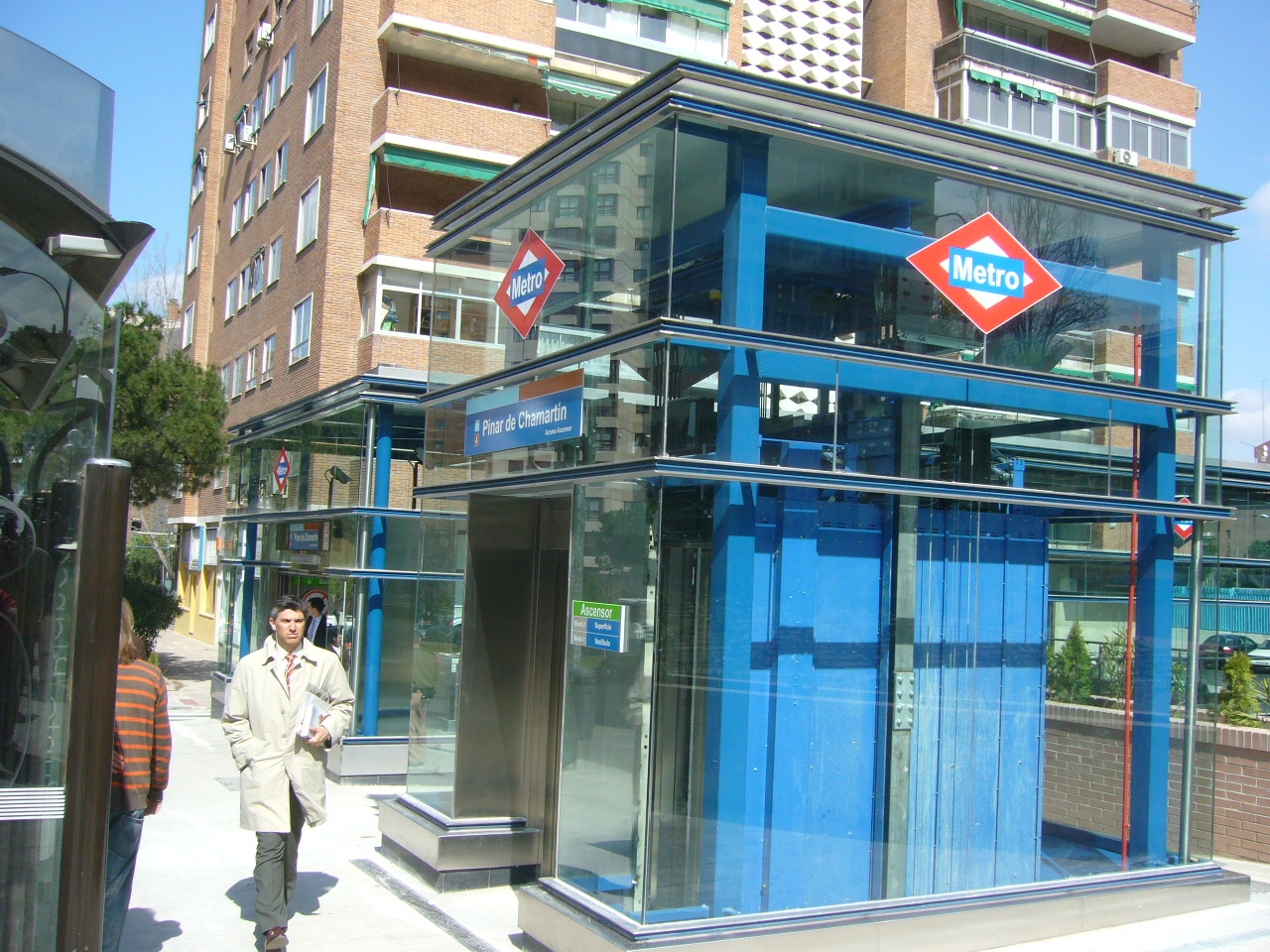
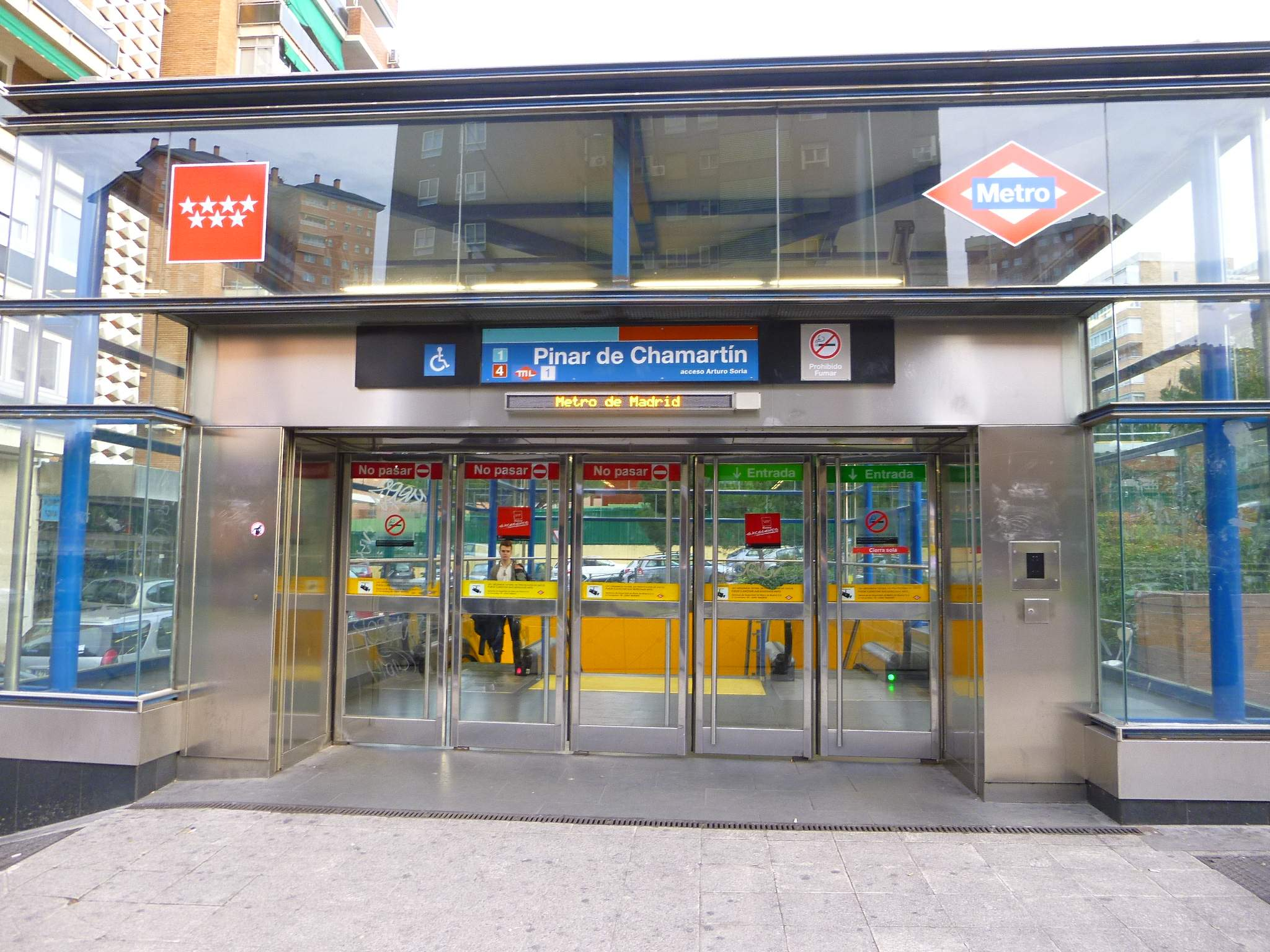
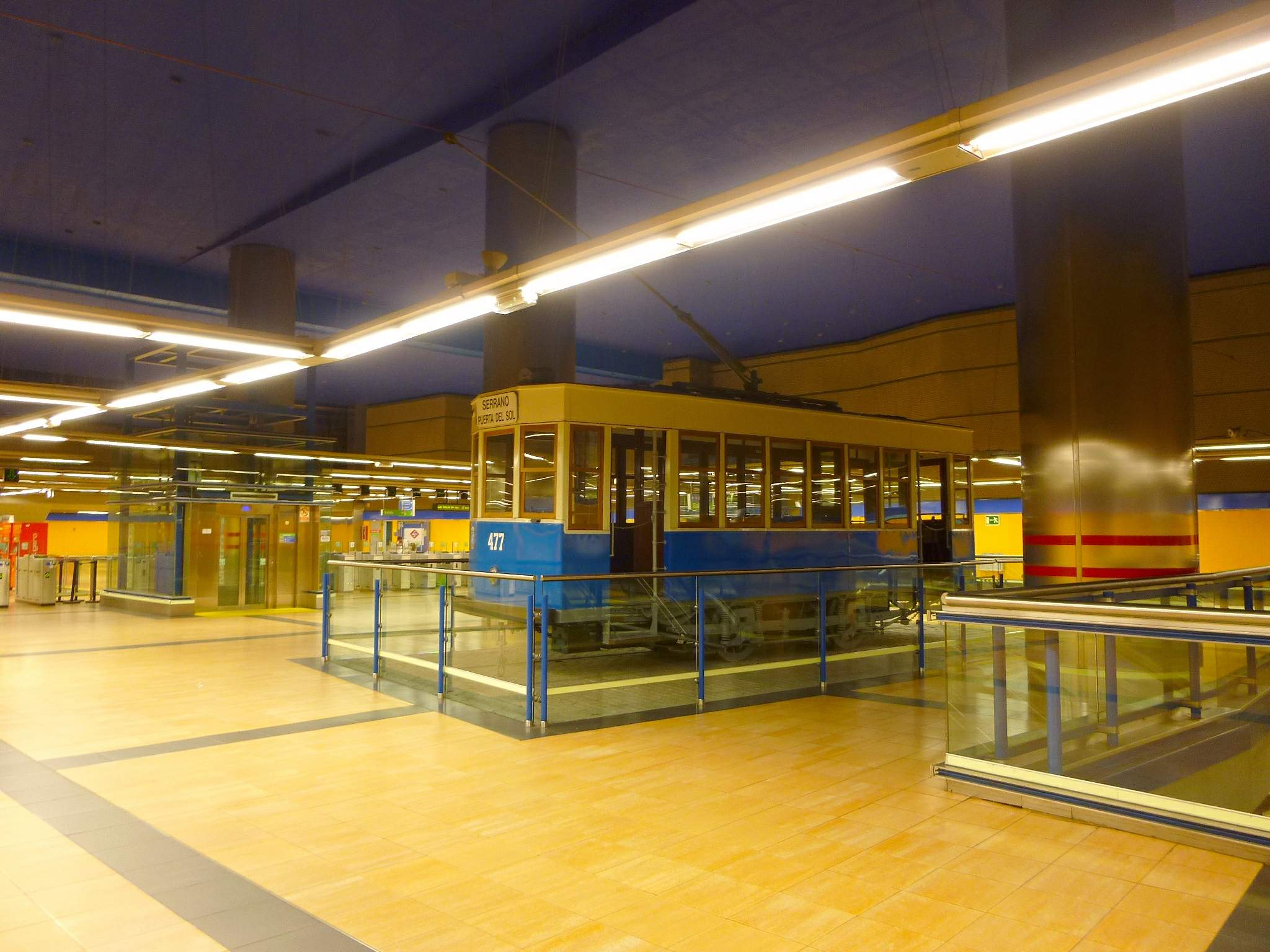

### Desserte

#### Pinar de Chamartín 1 et 4
Pinar de Chamartín 1 et 4 est desservie par les rames qui circulent sur la ligne 1 et celles qui circulent sur la ligne 4, du métro de Madrid. Les départs s'effectuent sur le quai central (un côté ligne 1 et l'autre côté ligne 4). Les arrivées s'effectuent sur les quais latéraux, à droite et à gauche du quai central.

Installations et desserte
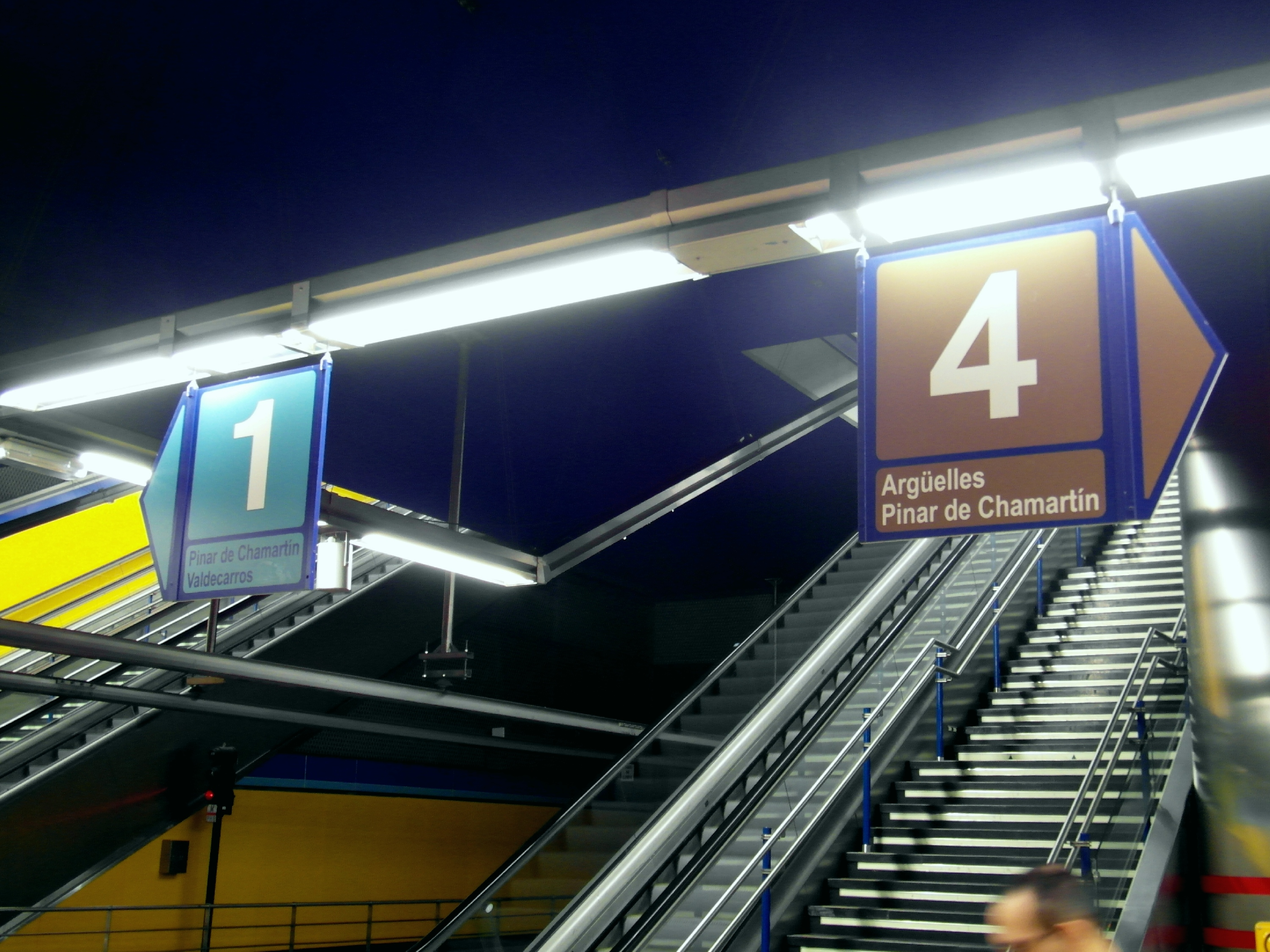
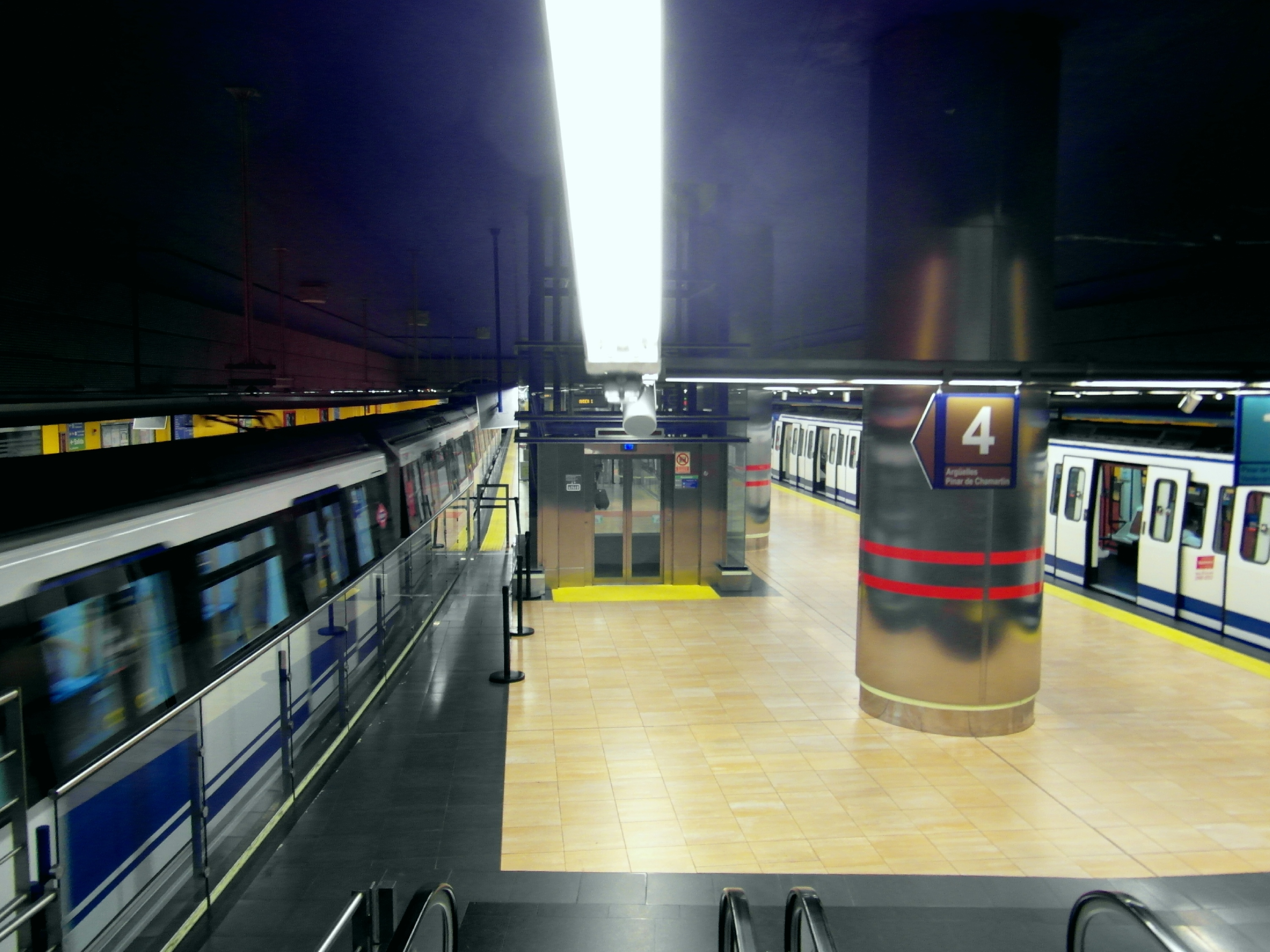
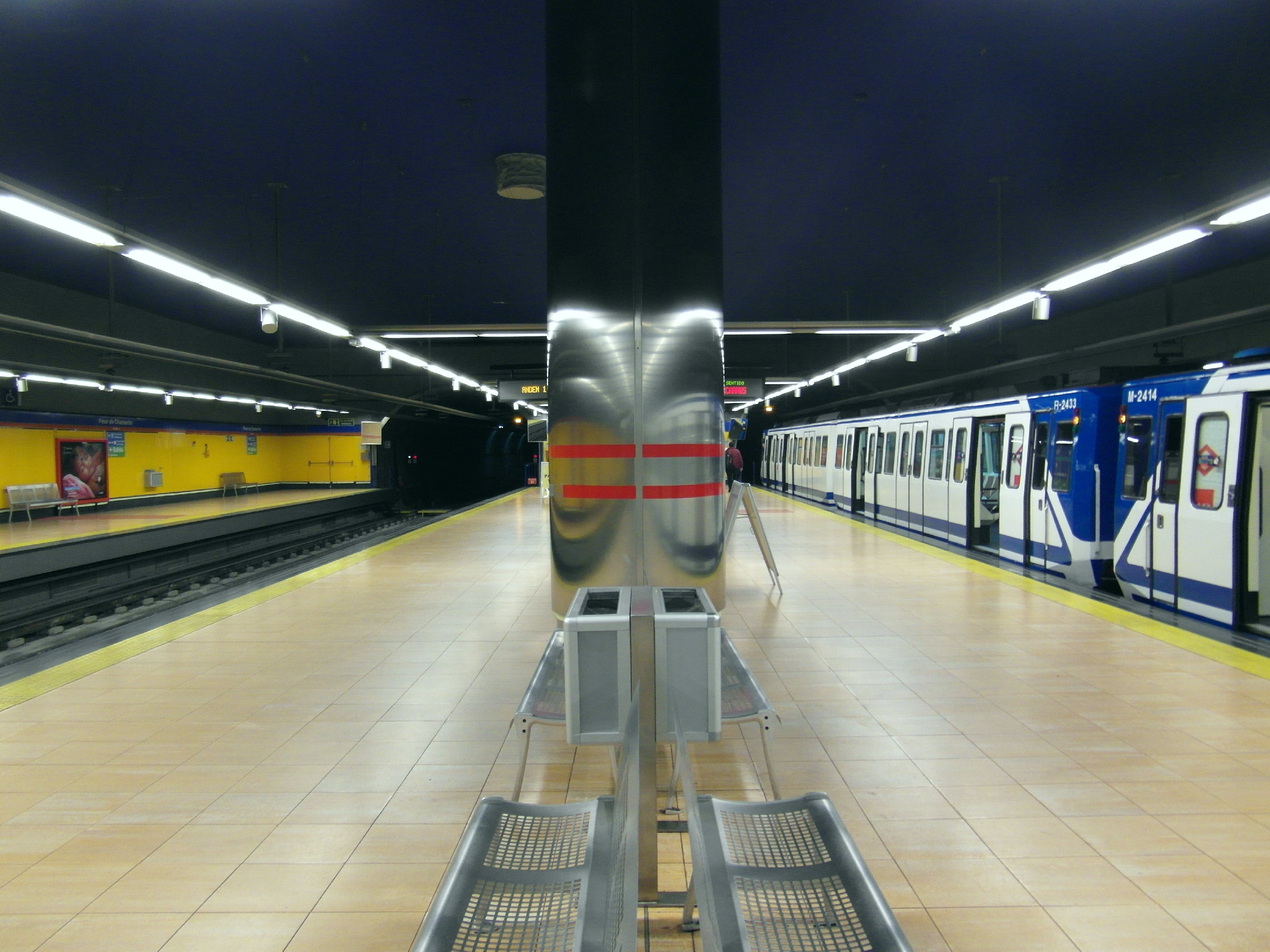

#### Pinar de Chamartín ML1
Pinar de Chamartín ML1, située au-dessus de la station 1 et 4, est desservie par les trams de la ligne ML1 du métro léger de Madrid.

Installations et desserte
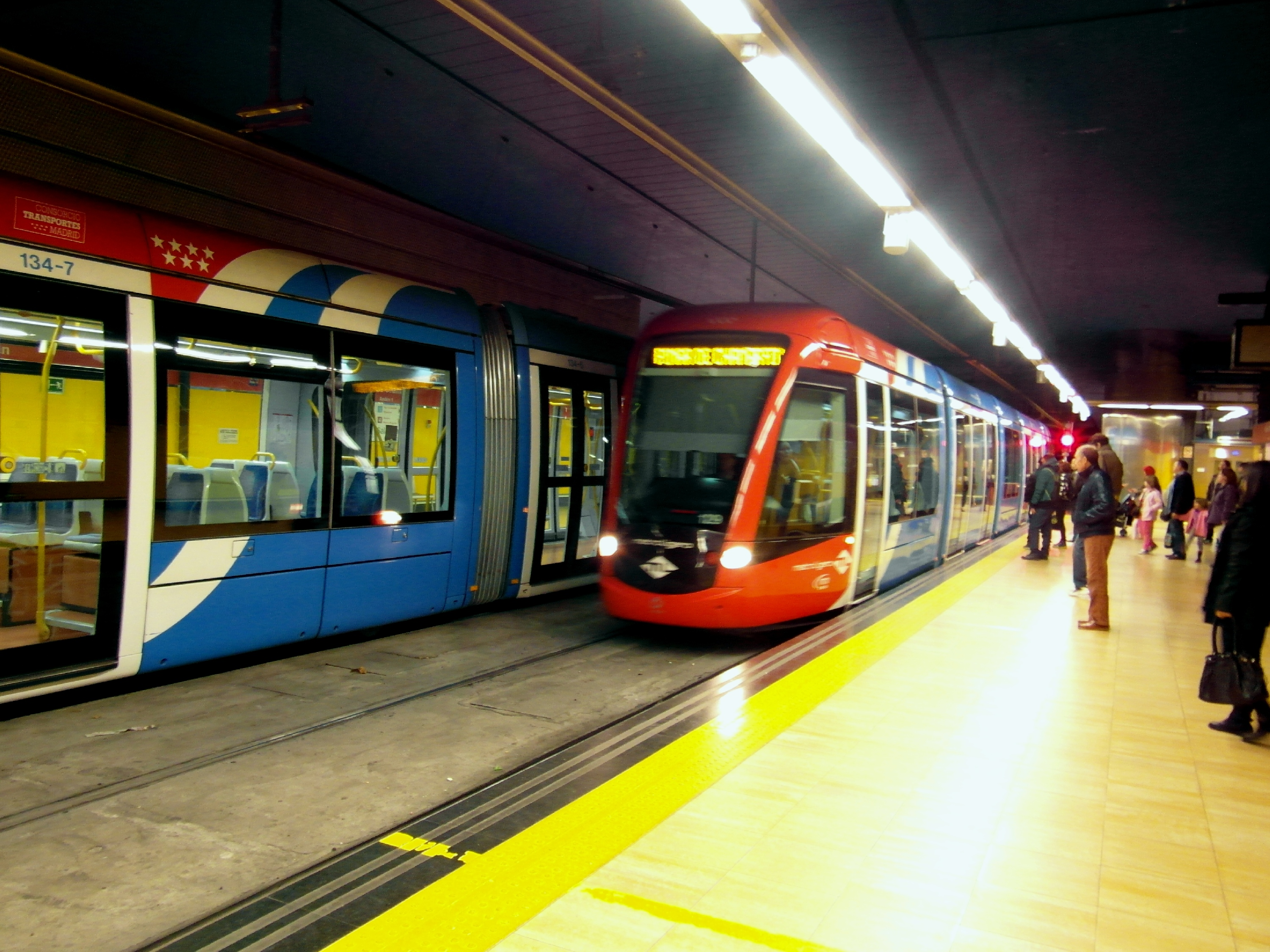
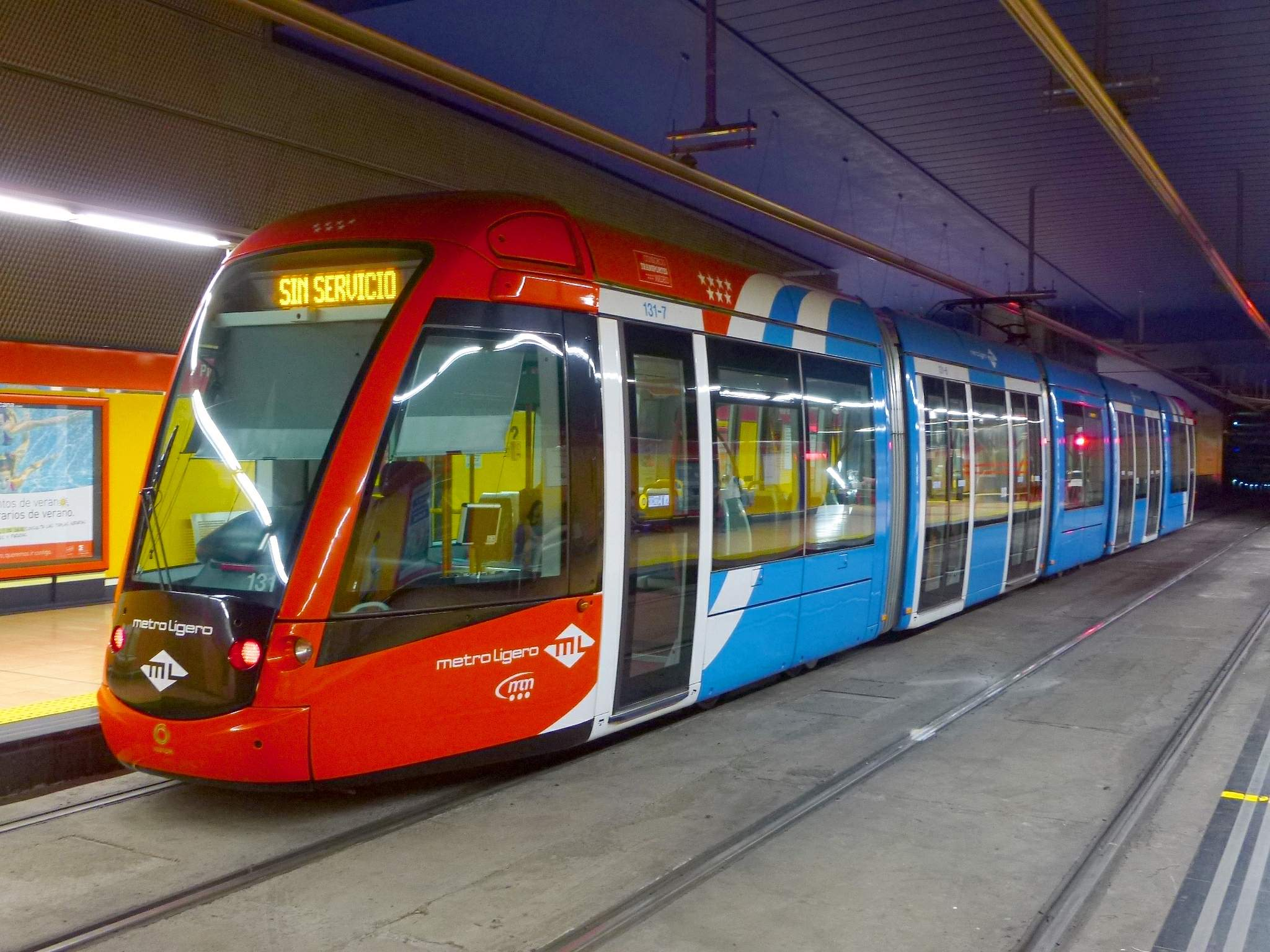
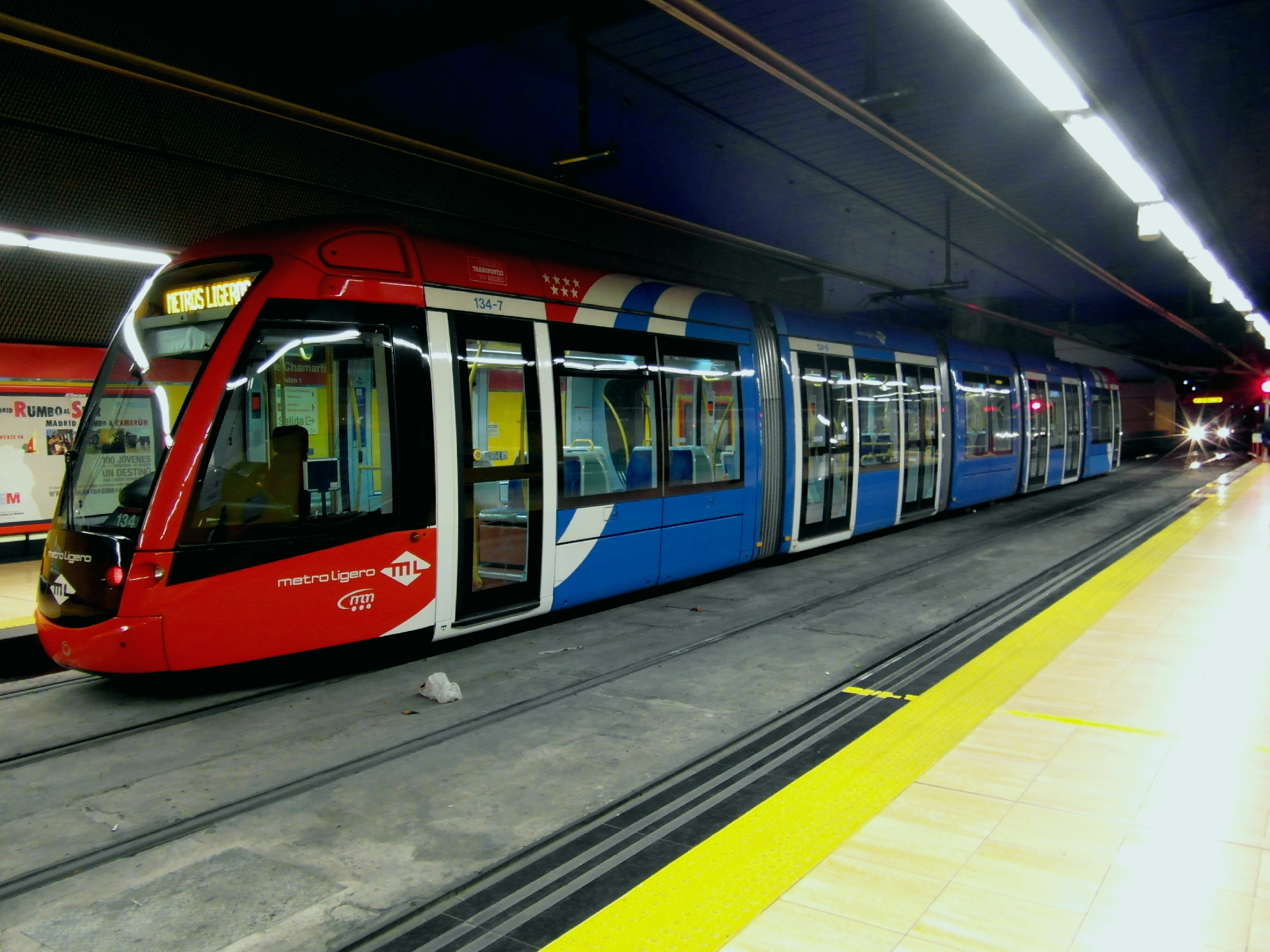

### Intermodalité
À proximité des arrêts de bus sont desservis par : les lignes urbaines : 29, 125, 129, 150 et N1 ; et  la ligne interurbaine 158.

## Art dans la station
Le vestibule intérieur de la station est décoré par un mur métallique de 25 m de long sur 5 m de haut qui représente une pinède.

Mur métallique
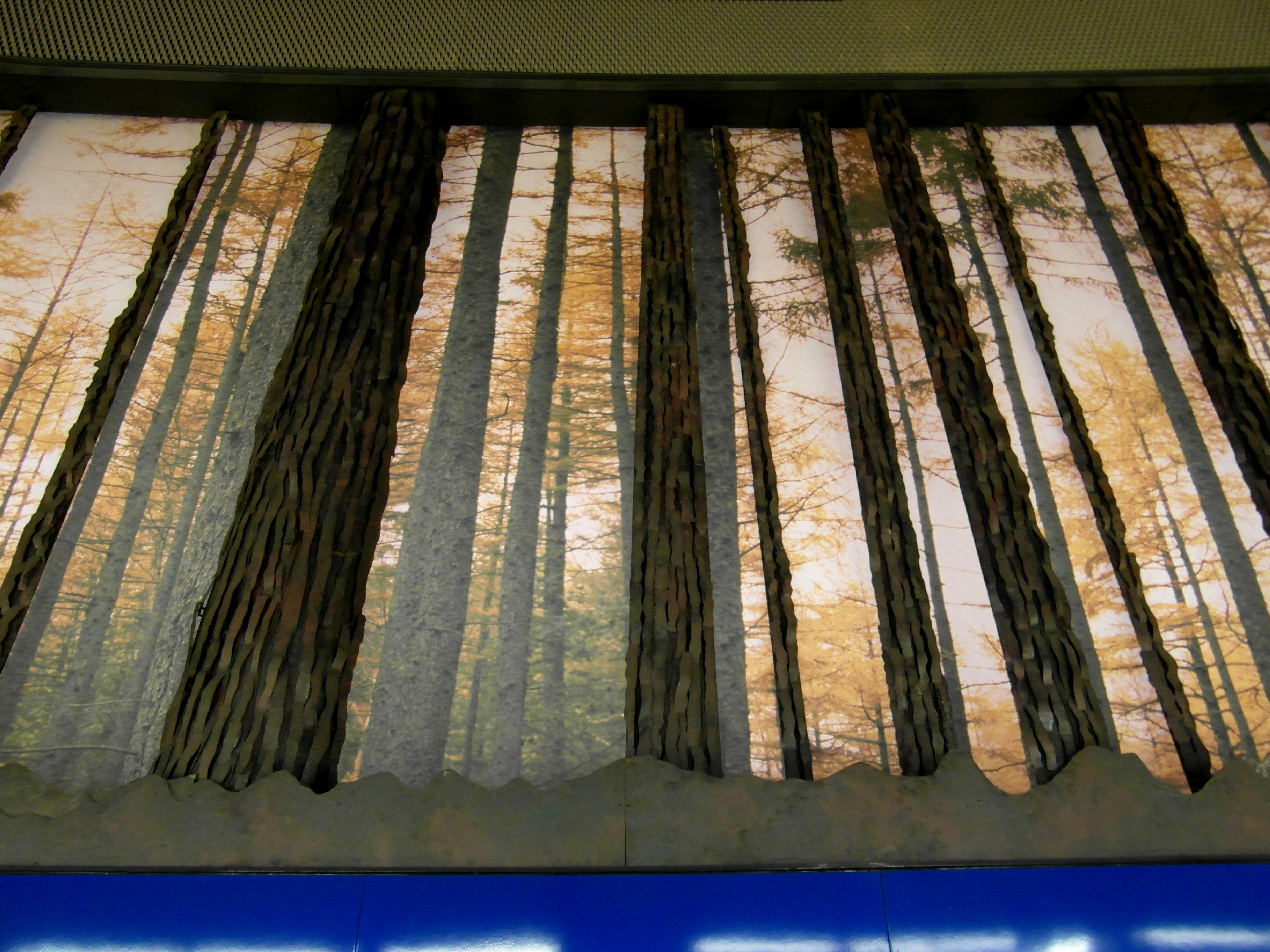
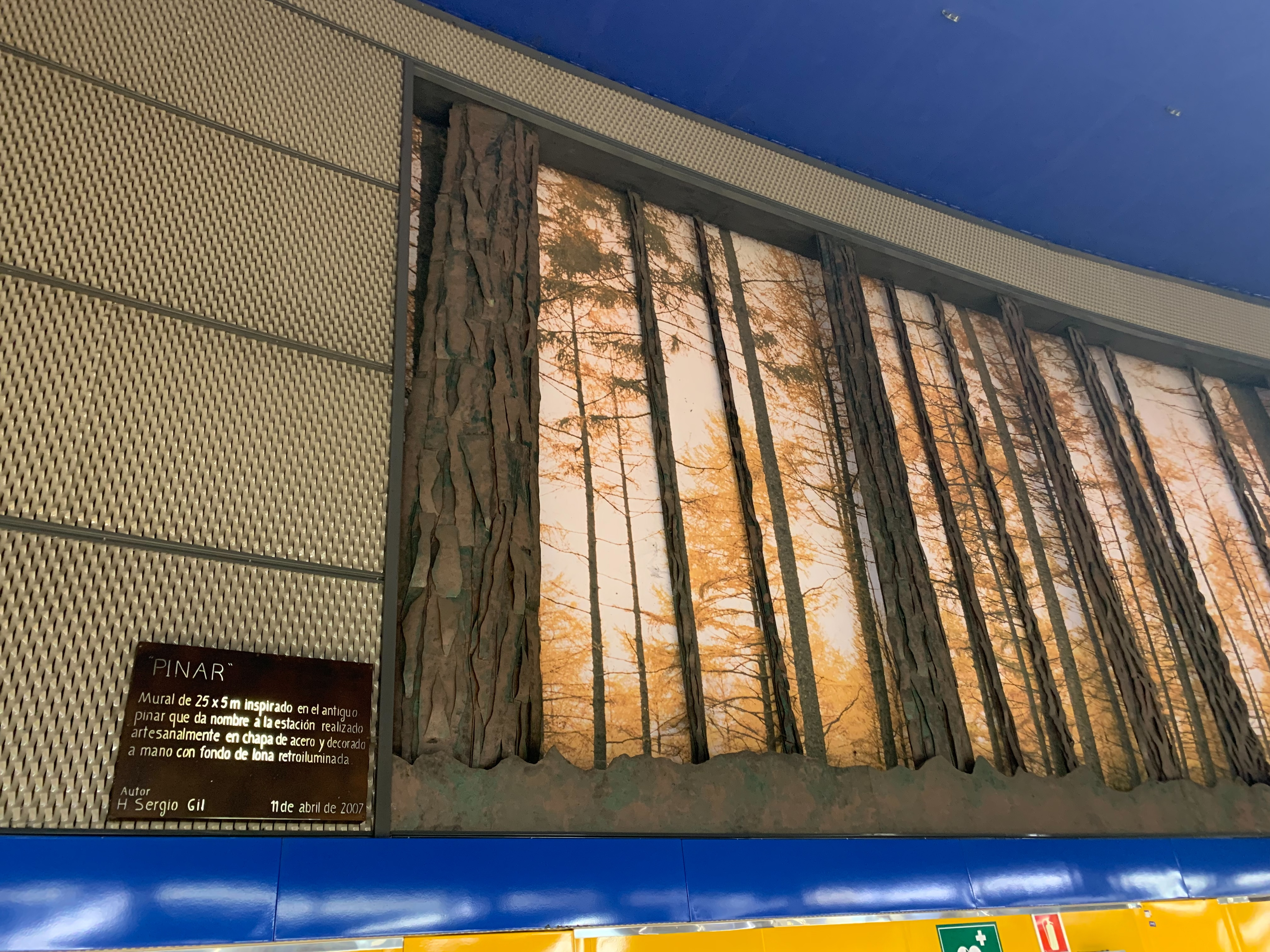
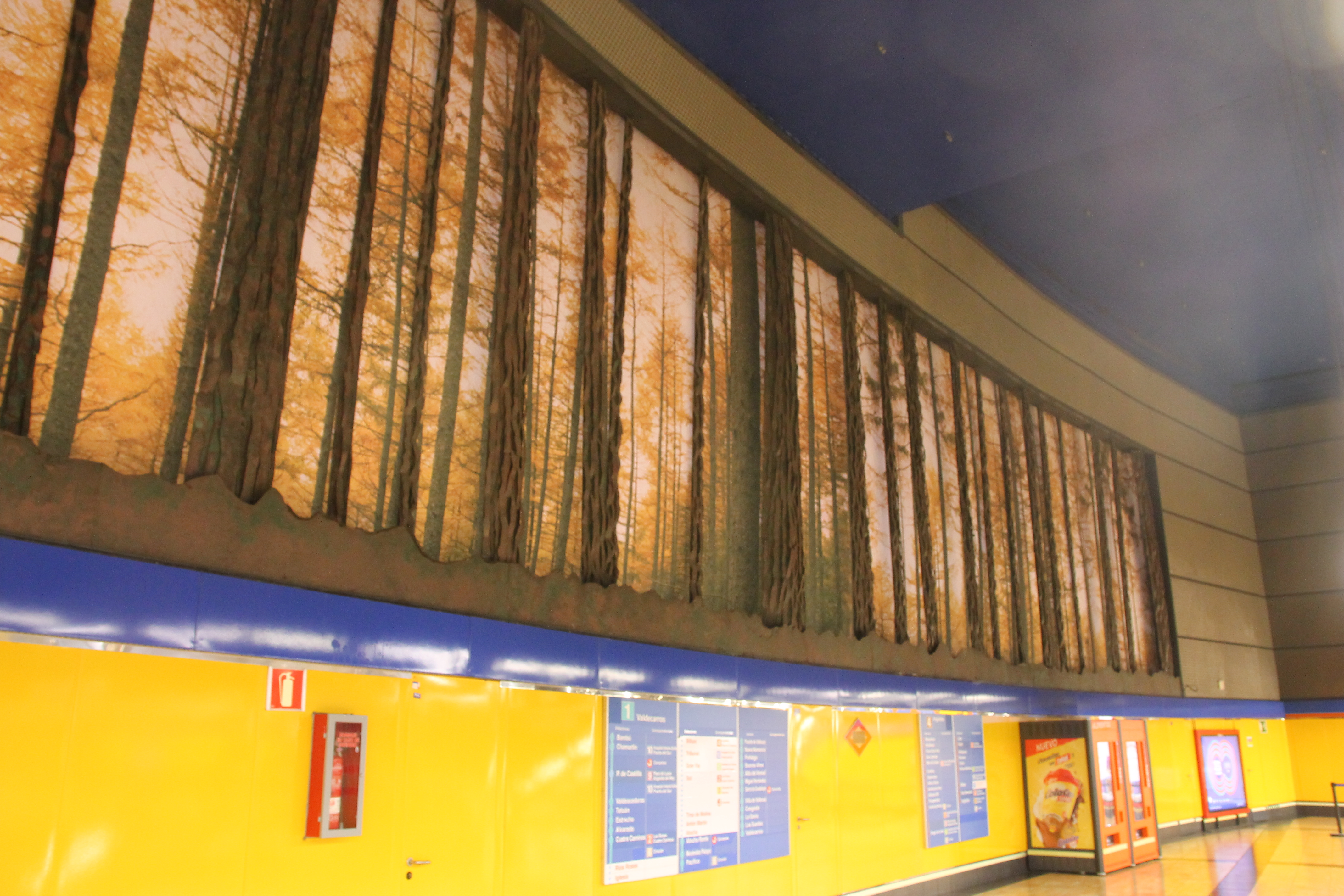

D'autre part, il abrite, en référence aux anciens tramways de Madrid, le tram 477. Produit en 1908 par la Société franco-belge La Croyére, suivant le modèle Charleroi II. Il a été rénové en 1935 et 1943 pour assurer son service jusqu'en 1962. Il est remis en état de marche en 1971 pour participer aux commémorations du centenaire du tramway de Madrid avant d'être définitivement remisé en mai 1972 lors de la fermeture du réseau de tramway d'origine de la ville. Cette voiture a été utilisée pour le tournage de plusieurs films et notamment le Docteur Jivago sortie en 1965. Avant d'être exposée dans la station, il la voiture a été restaurée, dans l'atelier des FAC, à Saragosse.

Tram 477 de 1908
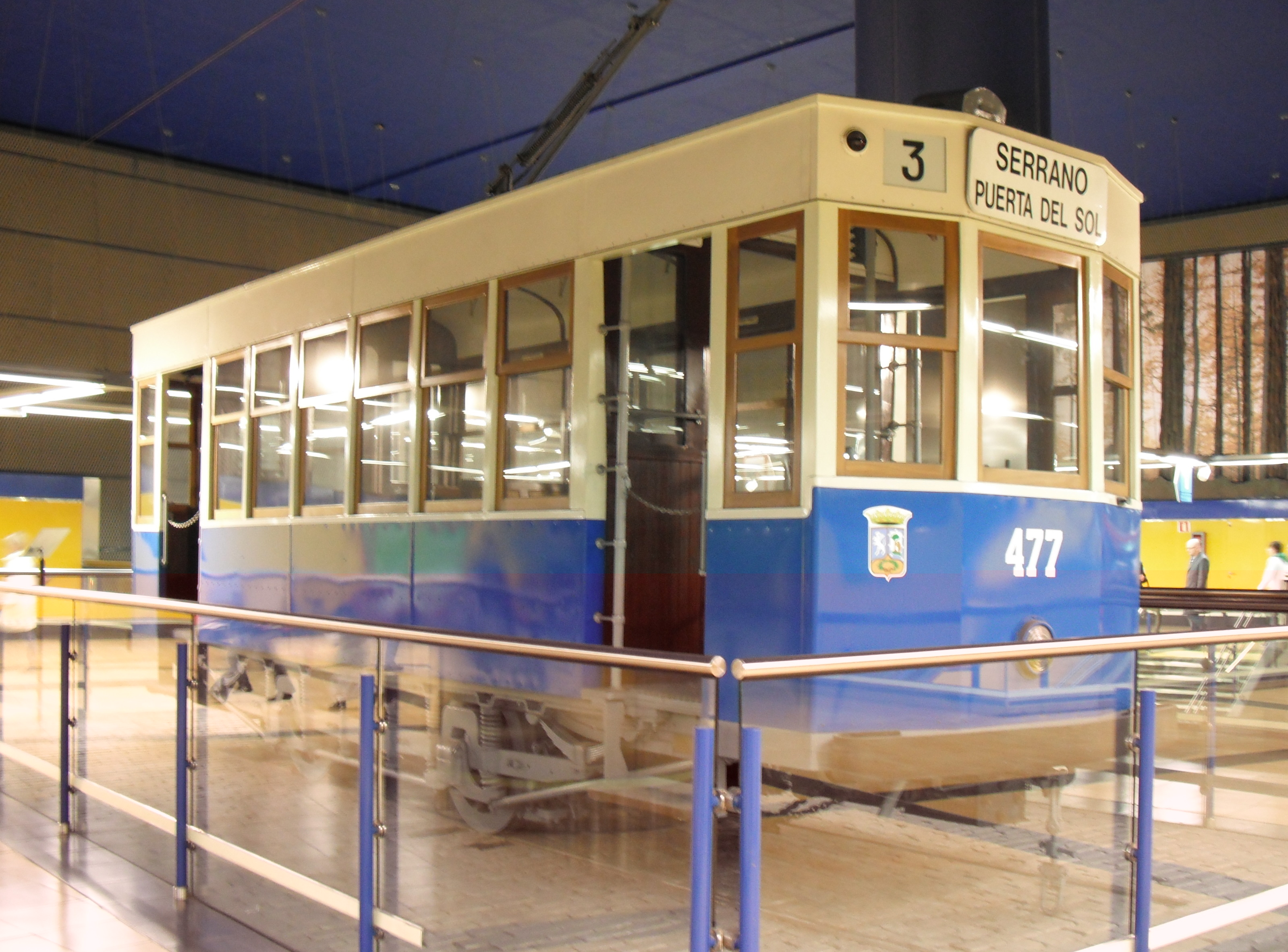
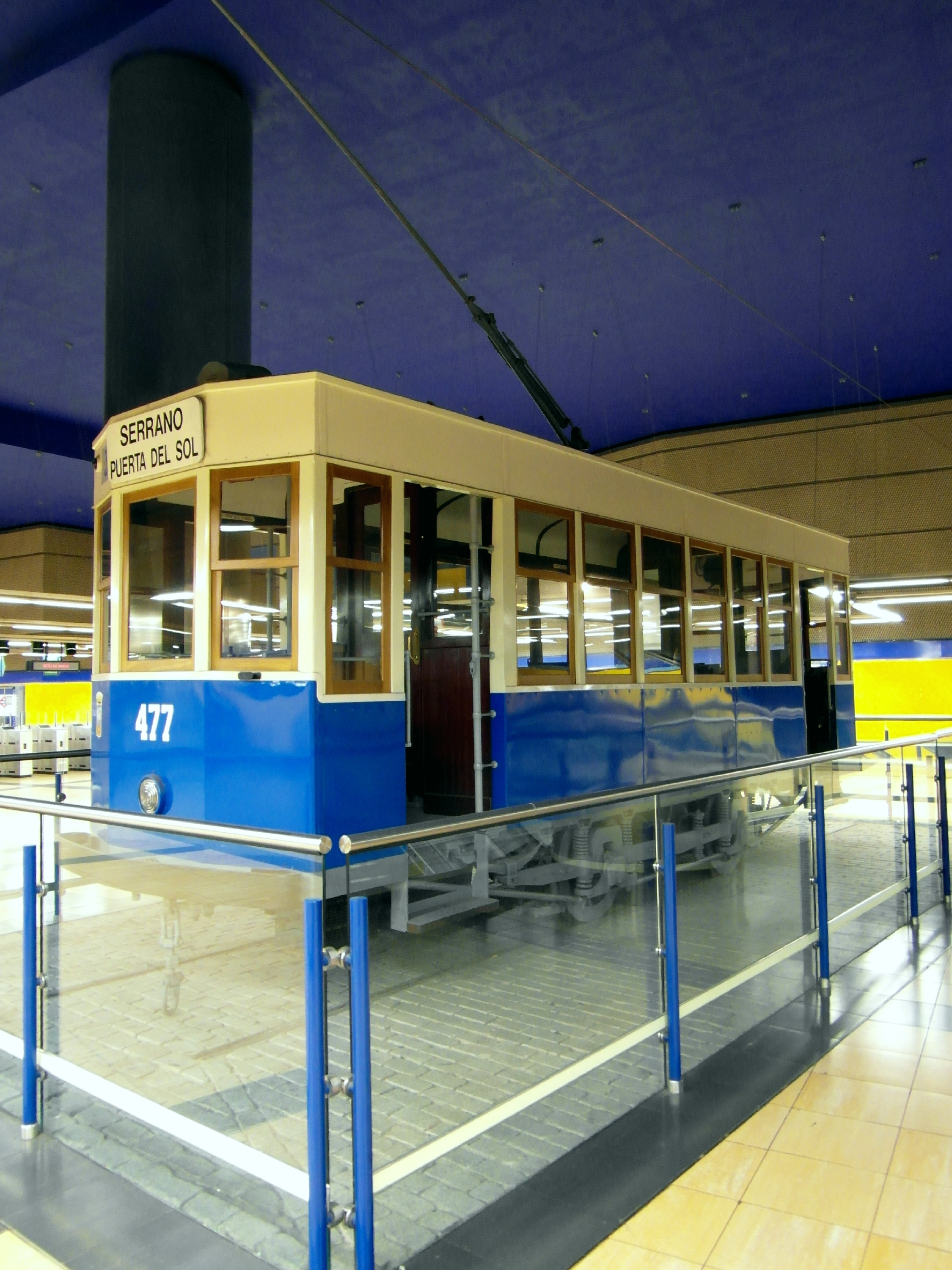
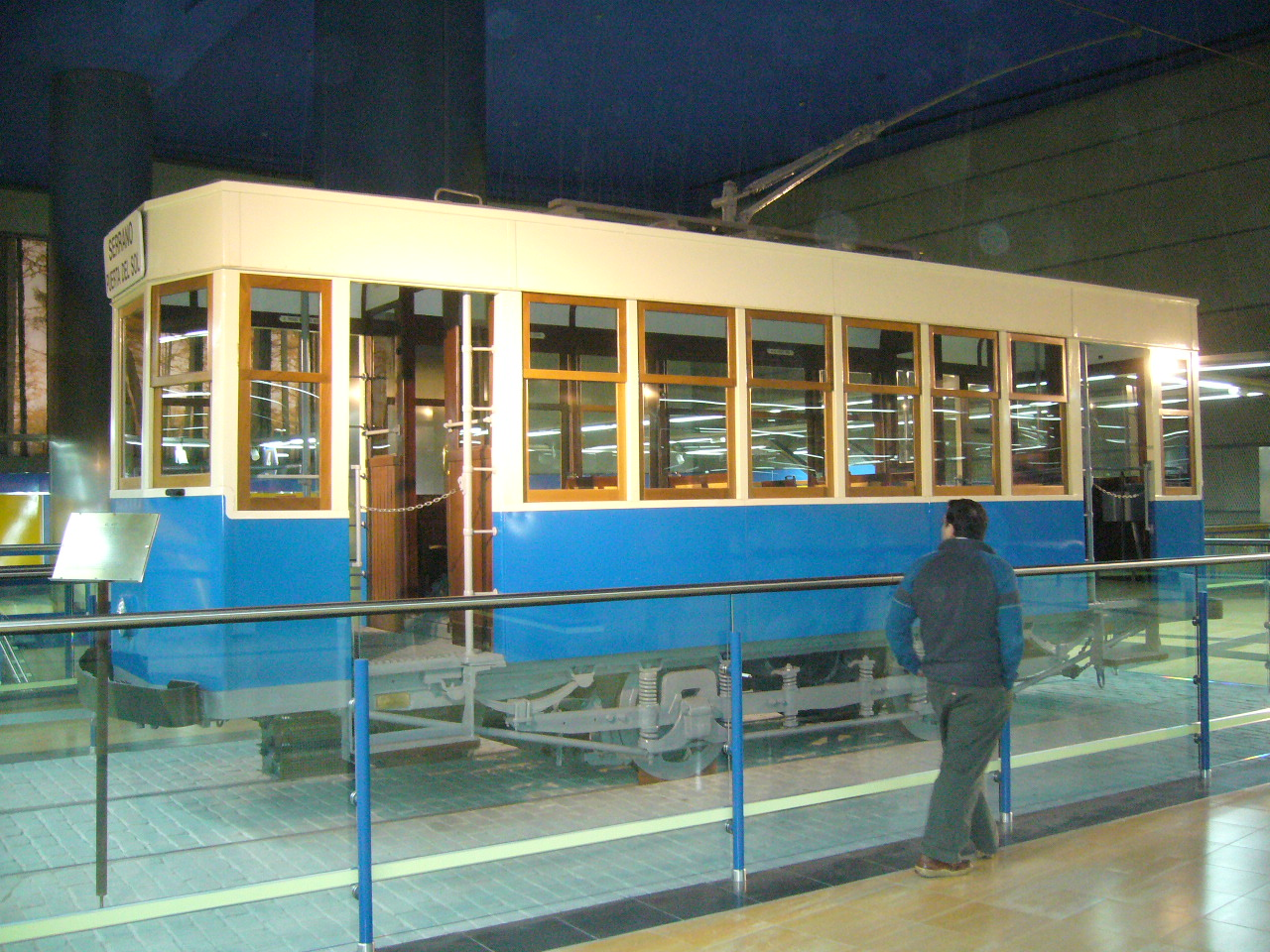